# 科当
科当（法語：Caudan，法語發音：[kodɑ̃]）是法国莫尔比昂省的一个市镇，位于该省西南部，属于洛里昂区。

## 地理
科当（47°48'32"N, 3°20'33"W）面积42.63 平方千米，位于法国布列塔尼大區莫尔比昂省，该省份为法国西北部沿海省份，位于布列塔尼半岛南部，北起阿摩尔滨海省、西接菲尼斯泰尔省，南濒大西洋，东南接大西洋卢瓦尔省，东临伊勒-维莱讷省。
与科当接壤的市镇（或旧市镇、城区）包括：克莱盖尔、安赞扎克-洛克里斯特、埃讷邦、拉内斯泰尔、洛里昂、凯旺、蓬斯科夫。

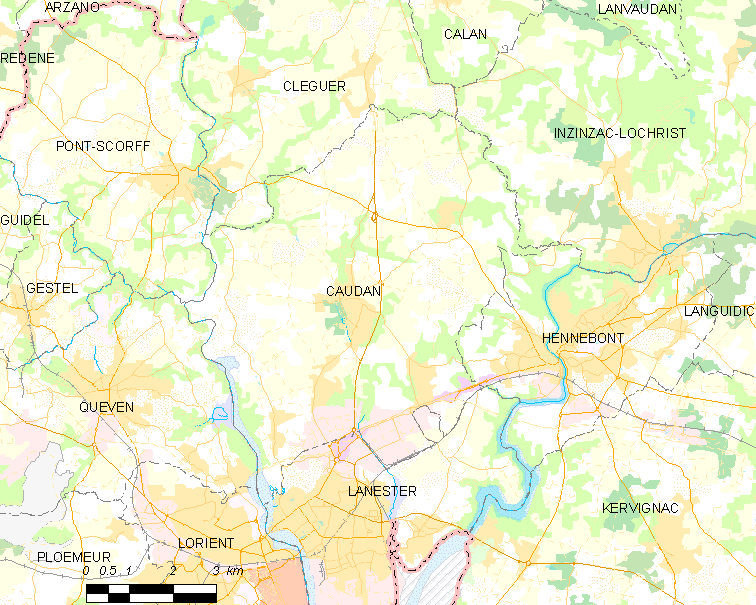
科当的OSM定位图

科当的时区为UTC+01:00、UTC+02:00（夏令时）。

## 行政
科当的邮政编码为56850，INSEE市镇编码为56036。

## 政治
科当所属的省级选区为拉内斯泰尔县。

## 人口

1962-2008年间科当人口变化图示

科当于2022年1月1日时的人口数量为7110人。